# Cristal do tempo
O cristal do tempo é uma forma de matéria criada usando íons do elemento itérbio. O cristal do tempo difere de um cristal normal, porque em vez de seus átomos serem dispostos em um padrão que se repete através do espaço físico, em um cristal de tempo, esse padrão se repete através do tempo. É uma estrutura que tem movimento mesmo no seu ponto mais baixo de energia. Em 2021, os cientistas foram capazes de criar o cristal do tempo por aproximadamente 100 segundos usando qubits dentro do núcleo do processador quântico Sycamore do Google.
Na física da matéria condensada, um cristal de tempo é um sistema quântico de partículas cujo estado de energia mais baixa é aquele em que as partículas estão em movimento repetitivo. O sistema não pode perder energia para o meio ambiente e descansar porque já está em seu estado fundamental quântico.

## História

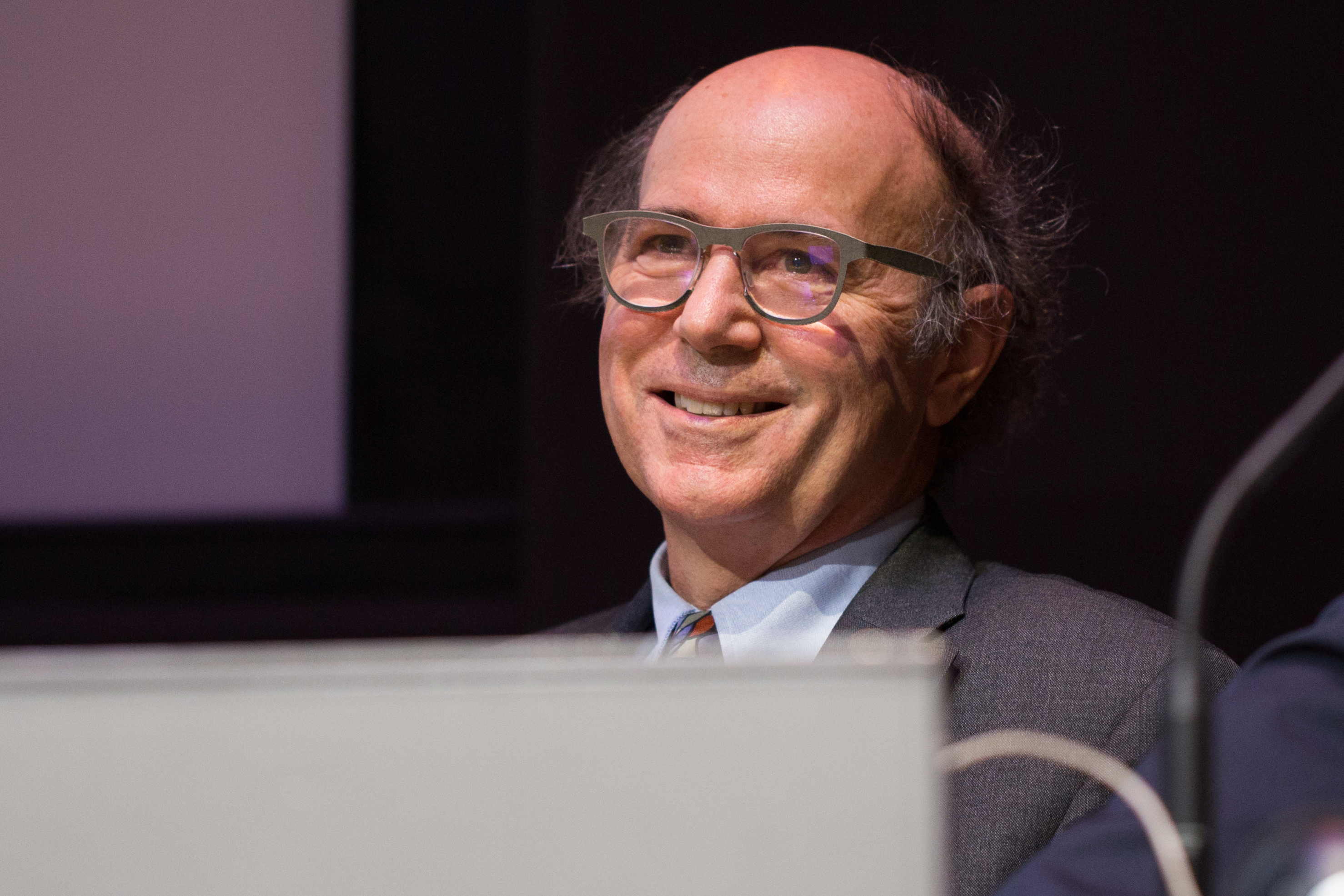
Frank Wilczek na Universidade Paris-Saclay

Frank Wilczek, ganhador do Prêmio Nobel de Física, apresentou pela primeira vez a ideia de um cristal do tempo em 2012, inspirado pela consideração de que a estrutura atômica repetitiva de um cristal poderia ser aplicada tanto ao espaço como ao tempo. No entanto, a idéia naquela época era considerada "proibida" de acordo com as leis do equilíbrio térmico.
Em janeiro de 2017, Norman Yao e outros pesquisadores da Universidade de Berkeley, na Califórnia, escreveram um artigo afirmando que a produção e detecção de cristais do tempo era possível, mas não de uma forma tão "simétrica" como Wilczek havia pensado.
Em março, cientistas de duas equipes diferentes, da Universidade de Maryland e da Universidade de Harvard, puseram em prática com sistemas de íons presos e diamantes impuros e sintetizaram um cristal do tempo em laboratório.